# Indotyphlops lazelli
Espèce
Synonymes
- Typhlops lazelli Wallach & Pauwels, 2004

Statut de conservation UICN

 CR B1ab(iii) : 
En danger critique
Indotyphlops lazelli est une espèce de serpents de la famille des Typhlopidae. 

## Répartition
Cette espèce est endémique de Hong Kong en République populaire de Chine.

## Description
L'holotype d'Indotyphlops lazelli, une femelle adulte, mesure 155 mm dont 2,8 mm pour la queue.

## Étymologie
Cette espèce est nommée en l'honneur de James Draper Lazell Jr..

## Publication originale
- Wallach & Pauwels, 2004 : Typhlops lazelli, a new species of Chinese blindsnake from Hong Kong (Serpentes: Typhlopidae). Breviora, no 512, p. 1-21 (texte intégral).